# Anitjkovpalatset

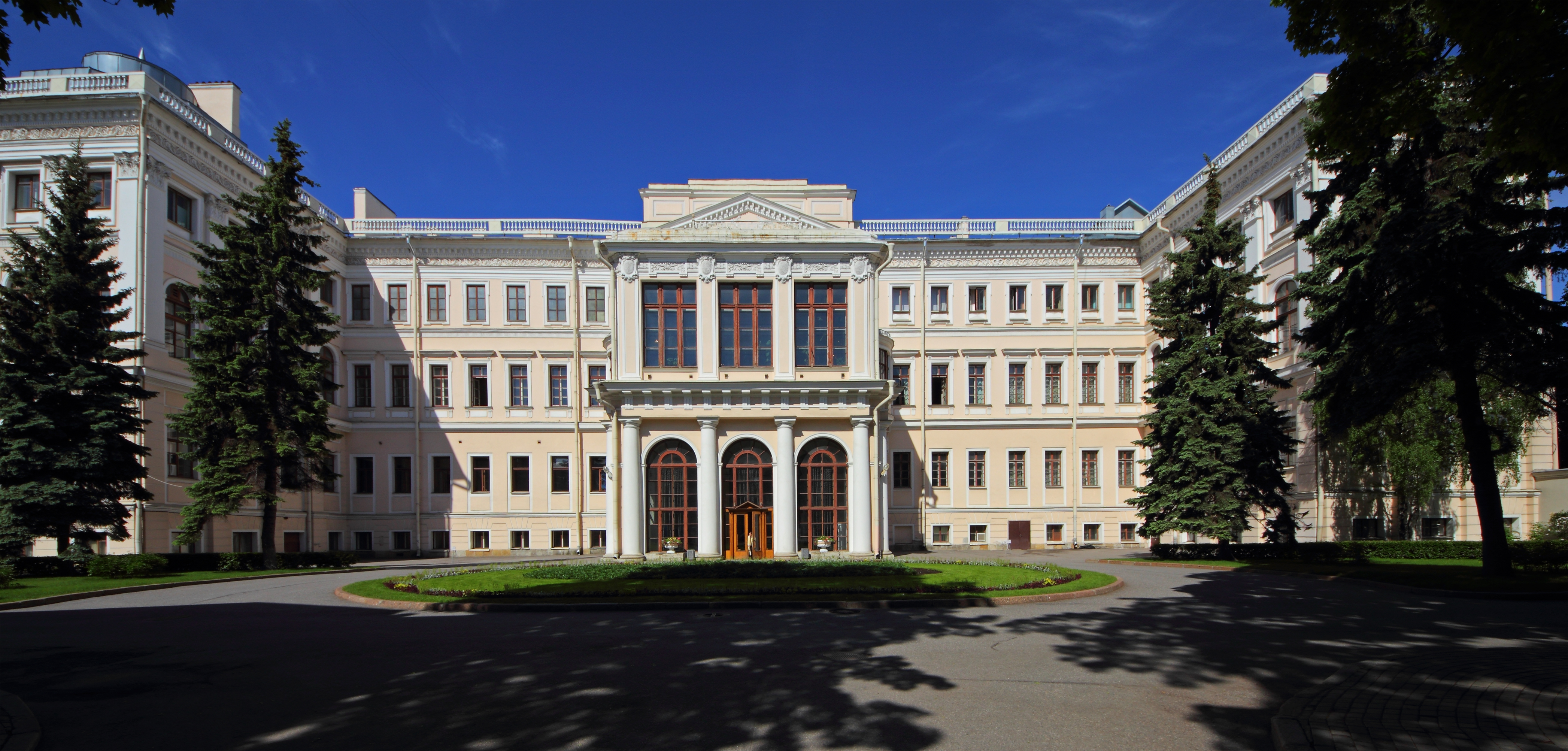
Anitjkovpalatset

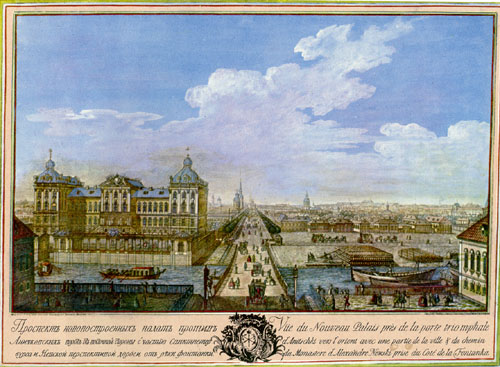
Anitjkovpalatset och Anitjkovbron 1753

Anitjkovpalatset (ryska: Аничков дворец) är ett före detta kejserligt palats i S:t Petersburg, beläget vid Nevskij prospekt och Anitjkovbron, som det har fått sitt namn efter.

## Historik
Palatset byggdes 1741-54 för kejsarinnan Elisabet av Ryssland och gavs av henne till gunstlingen Alexander Razumovskij. Senare återbördades det till kronan och gavs av Katarina den stora till Grigorij Potemkin 1776. Efter Potemkins död 1791 återgick det till kejsardynastin. 
Under 1800-talet blev det framför allt känt under den senare delen, då det före såväl som efter hans tronbestigning beboddes av tsar Alexander III och hans familj, som föredrog Anitjkovpalatset som privatbostad framför Vinterpalatset, som endast användes för formellt representationsliv. Hans änka, Maria Fjodorovna, bebodde palatset fram till 1917. 
Det övertogs av staten efter ryska revolutionen.

## Galleri

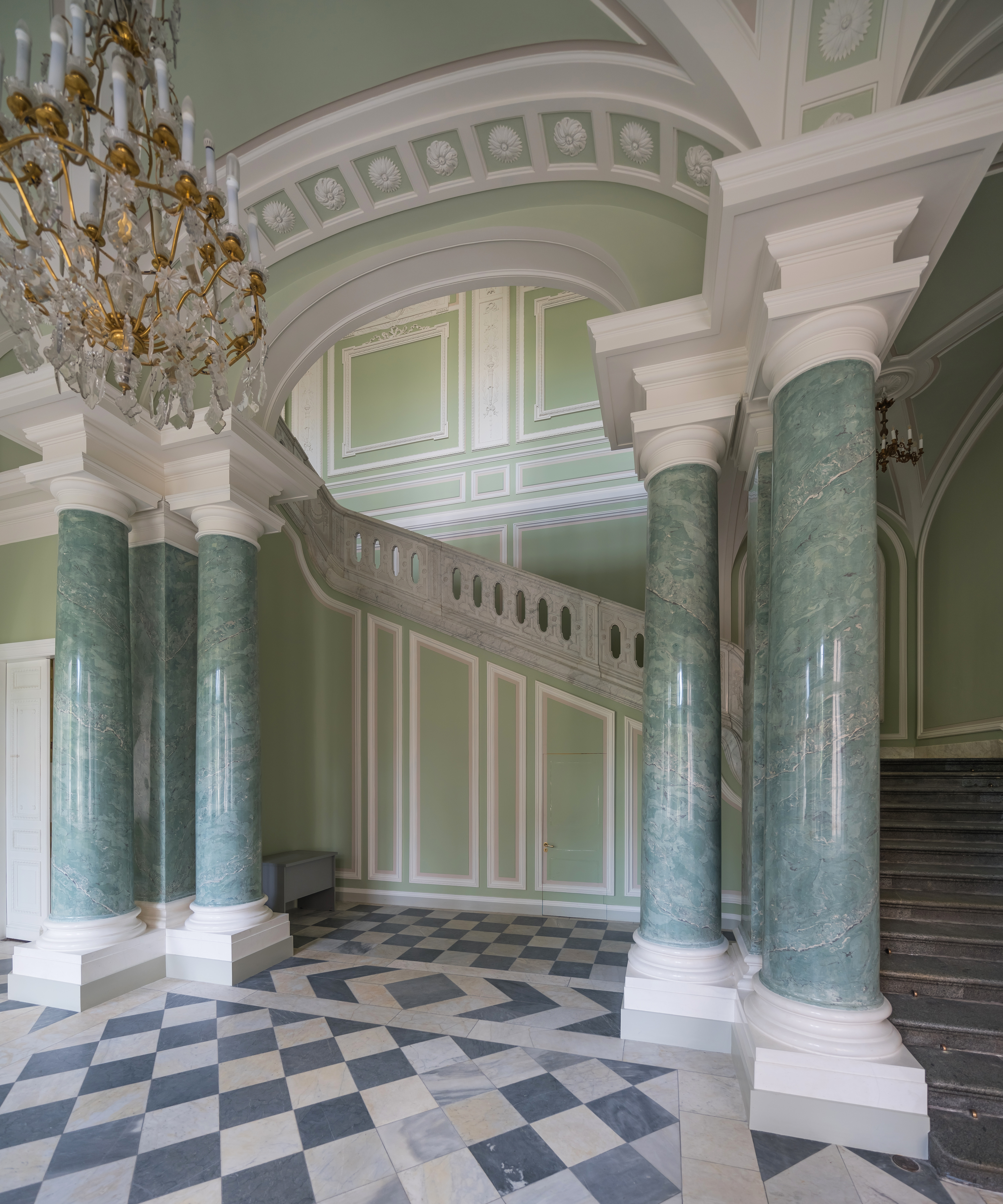
Interiör.
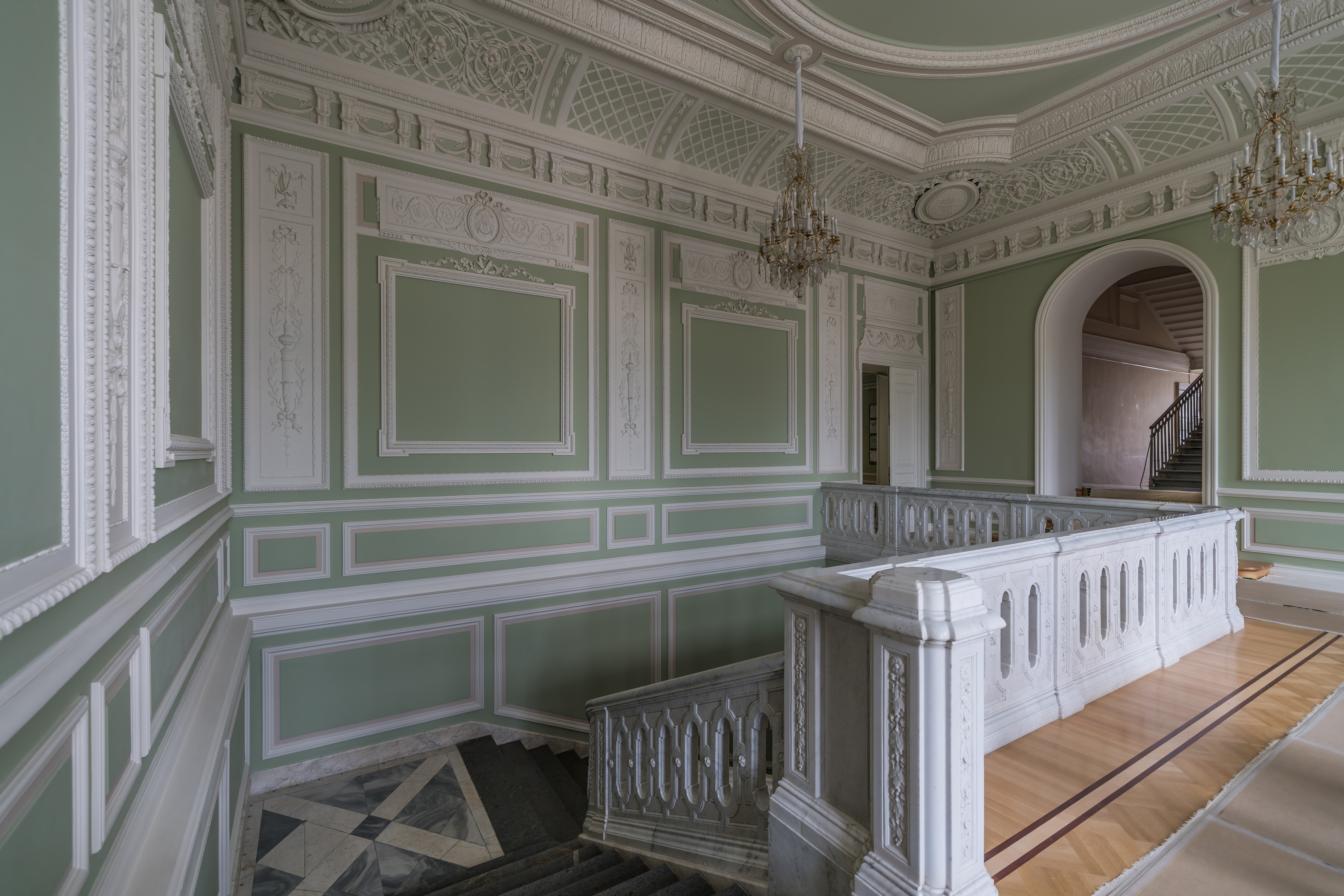
Interiör.
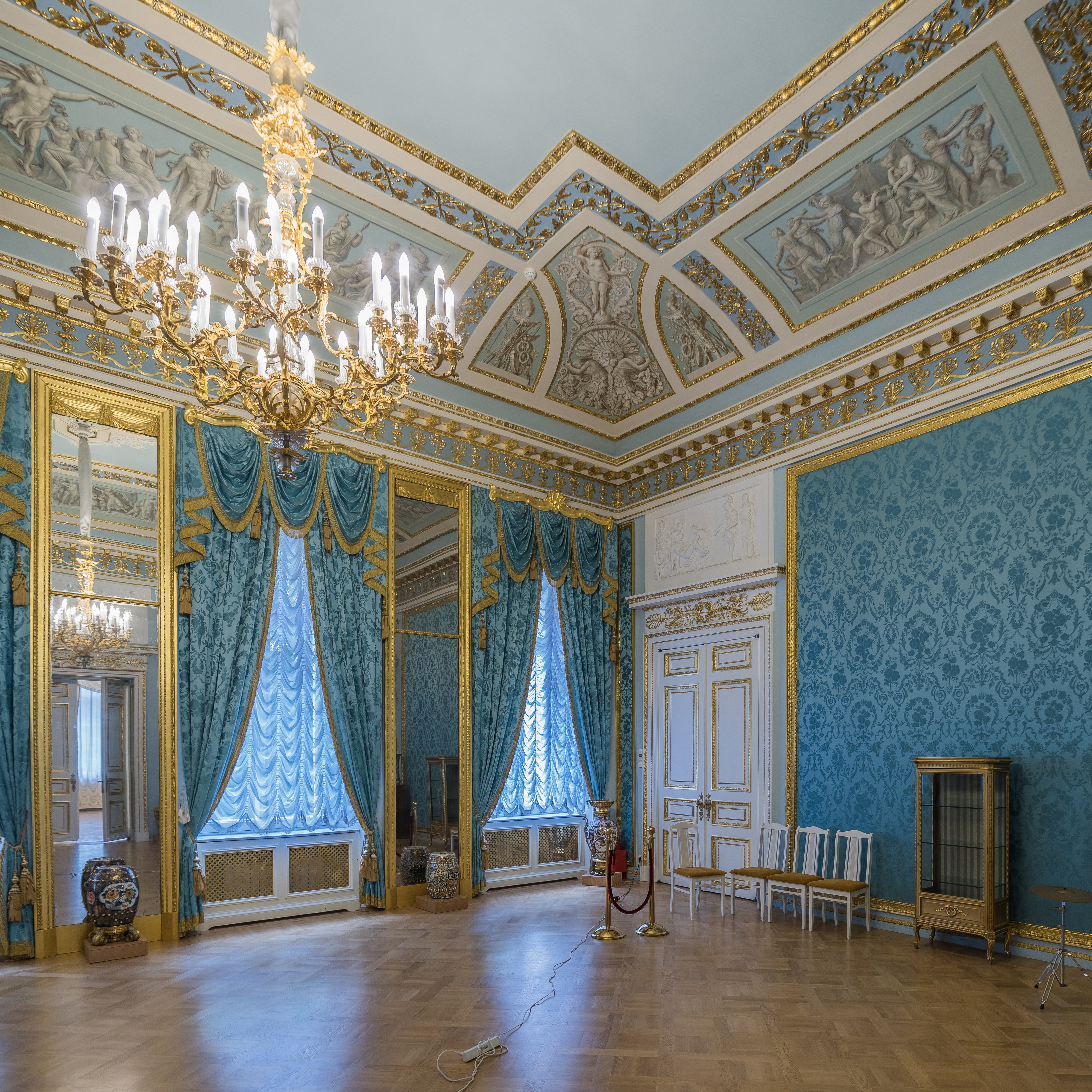
Interiör.
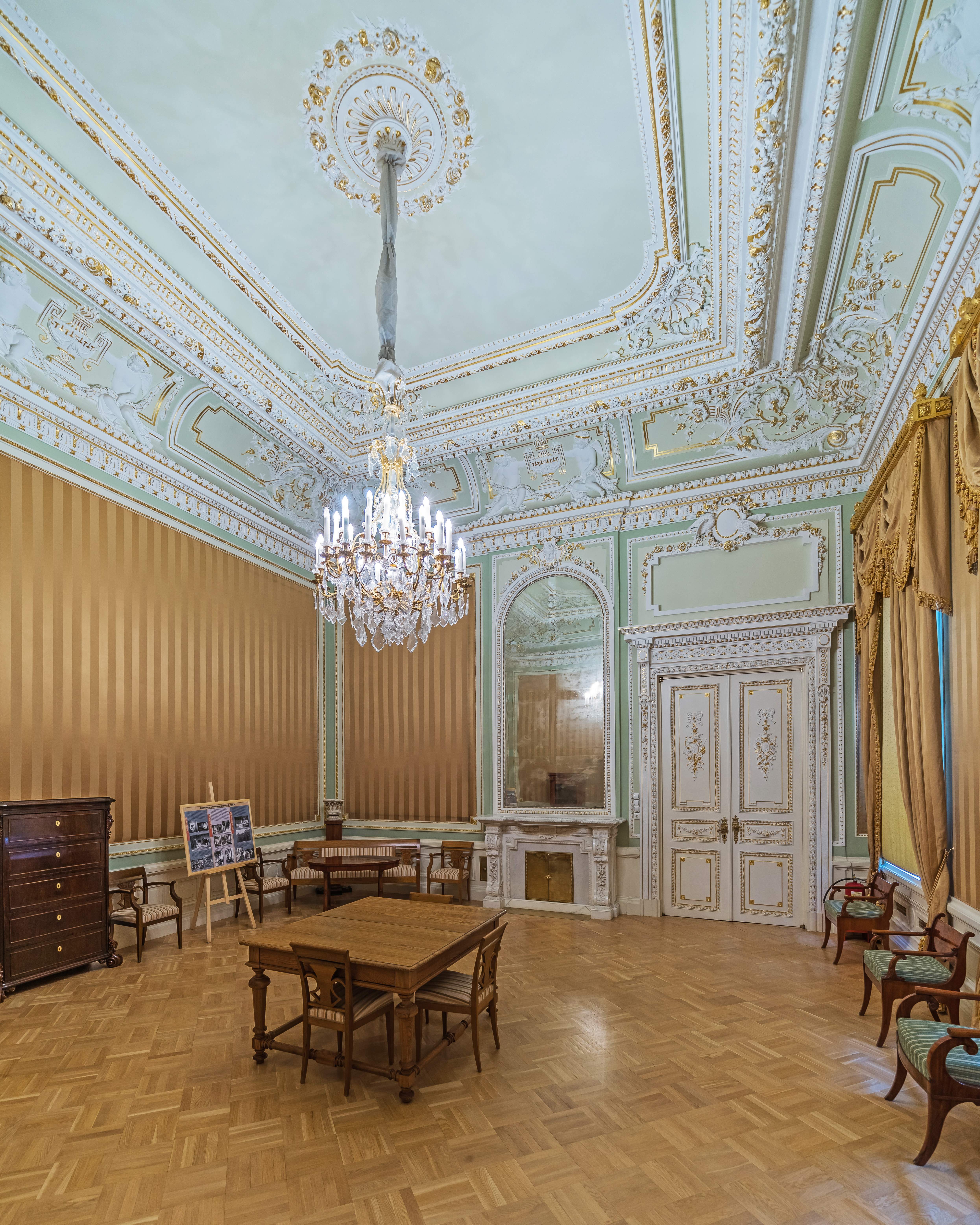
Interiör.